# Nicolas Dalayrac
Nicolas Dalayrac (Nicolas d'Alayrac) (ur. 8 czerwca 1753 w Muret, zm. 26 listopada 1809 w Paryżu) – francuski kompozytor operowy.
Komponował głównie opery komiczne, których stworzył około 60. Najbardziej znane:
- Nina ou la folle par amour (1786)
- Camille ou le souterrain (1791)
- Adolphe et Clara ou Les deux prisonniers (1799)
- Maison à vendre (1800)
- Gulistan ou Le Hulla de Samarcande (1805)
- Koulouf ou Les Chinois (1806)